# Алексеевка (Чуйская область)
Алексеевка — село в Жайылском районе Чуйской области Кыргызстана. Административный центр Жайылского аильного округа. Код СОАТЕ — 41708 209 811 01 0.

## Население
| год     | 2009 | 2014 | 2015 |
| ------- | ---- | ---- | ---- |
| человек | 5730 | 6963 | 7037 |

## Известные жители
- Вахаев, Хож-Магомед Хумайдович (род. 1949) — депутат Государственной Думы РФ 5-го и 6-го созывов.
- Евлюшкин, Сергей (род. 1988) — футболист, игрок немецкого клуба Региональной лиги «Юго-Запад» «Гессен-Кассель».